# Fuad Masum
Muhammad Fuad Masum (tiếng Ả Rập: فؤاد معصوم, sinh năm 1938) là Tổng thống của Iraq. Ông là một cựu chiến binh Người Kurd  và được bầu vào chức vụ này sau cuộc bầu cử quốc hội năm 2014 làm chủ tịch không Ả Rập thứ hai của Iraq sau khi Jalal Talabani.

## Cuộc sống và giáo dục
Ông sinh ra ở thành phố Koya. Gia đình của mình xuống từ làng Khabanen, là một phần của Hawraman. Ông học tại các trường tôn giáo của người Kurd. Ông học luật và Sharia ở Đại học Baghdad. Năm 1958, Masum đi du lịch đến Cairo để hoàn thành giáo dục đại học của mình trong trường Đại học Al-Azhar. Ông làm việc như một giáo sư tại Đại học Basrah vào năm 1968. Ông đã giành được bằng Tiến sĩ triết học Hồi giáo Al-Azhar vào năm 1975.

## Sự nghiệp chính trị

### Đảng Cộng sản
Masum gia nhập Đảng Cộng sản Iraq vào năm 1962, cho đến năm 1964, nơi ông đã đến Syria theo yêu cầu của Tổng bí thư Đảng Cộng sản ở đó, Khalid Bakdash. Sau khi Masum phát hiện ra thái độ Bakdash chống lại các người Kurd, ông bỏ đảng để gia nhập Đảng Dân chủ người Kurd.

### Đảng Dân chủ người Kurd
Năm 1968, Masum là đại diện KDP tại Basrah. Ông cũng là người đại diện của cuộc cách mạng của người Kurd ở Cairo, cho đến năm 1975. Masum là một trong những sáng lập viên của PUK vào năm 1976. Vào năm 1992, ông là Thủ tướng đầu tiên của Kurdistan. Năm 2003, sau Cuộc tấn công Iraq 2003, Masum trở lại Baghdad là một thành viên của phái đoàn đại diện cho người Kurd, và là một thành viên của ủy ban hiến pháp soạn thảo. Năm 2004, Masum trở thành người đầu tiên của Hội đồng đại biểu.

## Tổng thống
Vào năm 2014, ông được bầu bởi đại diện quốc hội là Tổng thống thứ bảy của Iraq. Masum giành được 211 phiếu trong khi đối thủ cạnh tranh gần nhất của ông, Barham Saleh, chỉ nhận được 17. Quyết định này được đưa ra trong một cuộc bỏ phiếu bí mật của các nghị sĩ người Kurd, người theo truyền thống có kiểm soát Tổng thống vì lợi ích của sự cân bằng chính trị. Tổng Thư ký Liên Hợp Quốc Ban Ki-moon đã có mặt tại Iraq khi đã quyết định, cuộc họp với Thủ tướng Nouri al-Maliki về cần cho một chính phủ bao gồm hơn. Masum chấp nhận vị trí, lưu ý các "bảo mật rất lớn, nhiệm vụ chính trị và kinh tế", ông phải đối mặt với chức vụ Tổng thống Iraq rất khó khăn.

## Cuộc sống cá nhân
Ông kết hôn với Ronak Mustafa Abdul-Wahid và có năm người con gái: Shereen, Jowan, Zozan, Shilan và Veian. Cũng đã có một con trai, Showan người chết do bệnh tật thời thơ ấu.